# 馬克斯·山德沃斯
馬克斯·山德沃斯（英語：Max Sandvoss；1980年6月23日—）是一位美國演員。山德沃斯出生在紐約市，他的母親出生在美國，父親則出生在瑞士。他出演過的主要電影包括遇見好男孩等。

## 外部連結
- Steve Sandvoss在互联网电影资料库（IMDb）上的資料（英文）